# العلاقات الأردنية الفلسطينية
العلاقة الأردنية الفلسطينية الأردن وفلسطين يكونان القسم الجنوبي من المنطقة التي عرفت تاريخياً وجغرافياً في العهود الإسلامية باسم بلاد الشام. وظلت تعرف كذلك حتى أواخر فترة حكم الدولة العثمانية. وفي فترة ما بعد الحرب العالمية الأولى عرفت أحياناً باسم سورية الكبرى وأحياناً باسم سورية العمومية.
بقيت هذه البلاد وحدة واحدة بأرضها وسكانها حتى نهاية الحكومة العربية التي شكلها الملك فيصل في سوريا بعد انتهاء معارك الثورة العربية الكبرى.
وبعد انتهاء الحكم الفيصلي في تموز عام 1920م, بدأت الحكومات الاستعمارية تقسيم المنطقة إلى مناطق نفوذ لم تعهدها المنطقة من قبل، وكان قد سبق ذلك التقسيم القرار الذي أصدره وزير خارجية بريطانيا بلفور عام 1917م، القاضي بإنشاء وطن قومي لليهود في فلسطين، هذا التحدي الذي قاومه الشعب العربي الفلسطيني بإصرار عنيد، شهدت على أساسه الساحة الفلسطينية ثورات متعددة، من أهمها ثورة البراق عام 1929م، ثم الثورة الفلسطينية الكبرى عام 1936م.
وبحكم المسؤولية القومية المشتركة، وانطلاقا من وحدة المصير المشترك، كان الشعب الأردني قد مد يد العون والدعم والتأييد للشعب العربي الفلسطيني لمساندته في الثورات المسلحة الساعية إلى تحرير فلسطين وإبقاء السيادة الفلسطينية عليها.
وبالرغم من خضوع الأردن آنذاك للانتداب البريطاني، إلا أن الأردنيين شاركوا بإمكانياتهم المتاحة في الانتفاضات الوطنية الفلسطينية، وقدموا الشهداء في سبيل حرية فلسطين وشعبها. وقد كانت باكورة الدعم الأردني للفلسطينيين مساندة القبائل الأردنية للشعب الفلسطيني في مهاجمة المستعمرات اليهودية عام 1920م وهو أول صدام مسلح رئيسي لهم مع اليهود. وكان كايد المفلح العبيدات من كفر سوم أول شهيد أردني على ثرى فلسطين.
استمر هذا الدعم طوال فترة الانتداب، وعندما أقرت الجمعية العمومية للأمم المتحدة تقسيم فلسطين بين العرب واليهود في 29/ تشرين الثاني/1947م رفض الفلسطينيون ذلك، وكان الأردنيون طليعة المتطوعين العرب الذين لبوا نداء الواجب لنصرة أشقائهم الفلسطينيين لمنع تقسيم بلادهم.
وعلى إثر اندلاع الحرب العربية الإسرائيلية عام 1948م شارك الجيش العربي الأردني في صد الهجمات الصهيونية على فلسطين، واستطاع أن يحافظ على الأراضي التي أوكلت إليه القيادة العربية الموحدة الدفاع عنها، فحافظ على الغور الأردني ومدن القدس ورام الله واللد والرملة.
منذ عام 1948، استقبلت الأردن ملايين اللاجئين الفلسطينيين على مرّ السنين، وقد حصل بعضهم على الجنسية الأردنية. بالإضافة إلى ذلك، أقامت الأردن عدة مخيمات للاجئين الفلسطينيين.

## التاريخ

### الوحدة الأردنية الفلسطينية
بعد انتهاء العمليات الحربية في فلسطين، وعلى إثر قبول العرب توقيع الهدنة الدائمة مع إسرائيل، وجد عدد كبير من القيادات الفلسطينية والأردنية أن خير ضمان للمحافظة على الأراضي الفلسطينية، هو توحيد ما تبقى من الأراضي الفلسطينية مع شرق الأردن. وحتى تأخذ الوحدة صفتها الشرعية انعقدت مؤتمرات شعبية عدة منها العربي الفلسطيني المنعقد في عمان (مؤتمر عمان)، ومؤتمر آخر في أريحا، ومؤتمر في مدينة نابلس، نادت جميعها بالاتحاد معشرق الأردن، والمبايعة للملك عبد الله بن الحسين حاكماً دستورياً على فلسطين والأردن، وعندما عرضت مقررات مؤتمر أريحا على الملك عبد الله من قبل وفد فلسطيني برئاسة الشيخ محمد علي الجعبري، بعث الملك عبد الله بن الحسين رغبات الشعب الفلسطيني إلى مجلس الوزراء من أجل النظر في الرغبة العربية الفلسطينية وإبداء الرأي فيها.
وبعد أن درس مجلس الوزراء الأردني قرارات المؤتمر، أصدر بياناً قدر فيه رغبة الشعب الفلسطيني فيما يتعلق بالوحدة، باعتبار ذلك متفقاً مع أهداف الحكومة والشعب الأردني، ووعد بأن تسعى الحكومة للوصول إلى هذه الغاية بالطرق الدستورية والدولية، وذلك تقديراً من الحكومة الأردنية للحكومات العربية التي بذلت وما زالت
تبذل جهوداً كبيرة في السلم والحرب لتحرير فلسطين. ومن أجل إتمام هذه الخطوة رفع مجلس الوزراء رغبة المؤتمر إلى مجلس الأمة الأردني، لإبداء رأيه فيه وذلك لأن الطلب له علاقة بالبلاد ومستقبلها.
ولما كان مجلس الأمة الأردني قد وافق الحكومة على سياستها الرامية إلى الوحدة، قامت الحكومة بإصدار مجموعة من القوانين التي تسهل عملية الوحدة، كان من أهمها إصدار قانون جديد للإدارة العامة، عرف بالقانون رقم 17 عام 1949م، وهو القانون الذي ألغت بموجبه الحكومة الأردنية وظائف الحكام العسكريين الأردنيين في فلسطين، الذين كانوا قد كلفوا بإدارة المناطق المتبقية من فلسطين، وتم استبدالهم بموظفين مدنيين، ثم ألحق بهذا الإجراء إجراء آخر أكثر أهمية، وهو مشاركة الشعب الفلسطيني في الحكم. ففي 7 /أيار/ 1949م شكلت أول حكومة أردنية فلسطينية مشتركة، شارك فيها ثلاثة وزراء فلسطينيين لتمثيل الضفة الغربية.

### الأزمة الأردنية الفلسطينية 1969–1970
بعد حرب 1967 هجّر العديد من الفلسطينيين إلى الأردن، بما في ذلك أعضاء منظمة التحرير الفلسطينية والفدائيون الفلسطينيون. وبدأ أعضاء المنظمة والفدائيون بشن هجمات ضد إسرائيل من الأراضي الأردنية. وفي عام 1970 بعد عدة هجمات وردود انتقامية إسرائيلية أبرزها معركة الكرامة، طالب بعض من الفلسطينيين في الأردن بإسقاط الملكية الهاشمية وخاصة الملك الحسين بن طلال. كما تجاهل الفلسطينيون القوانين المحلية، مما أدى إلى حال "دولة داخل دولة" وفقدت الحكومة سيادتها في المناطق الفلسطينية في الأردن. حاول الفدائيون اغتيال الملك حسين مرتين ولكن فشلوا.
وفي 17 سبتمبر 1970 أمر الملك حسين الجيش الأردني بمحاصرة المدن التي يتواجد بها منظمة التحرير الفلسطيني بما في ذلك العاصمة عمان وإربد، وبمهاجمة الفدائيين الذين كانوا يتمركزون بشكل أساسي في مخيمات اللاجئين، باستخدام المدفعية الثقيلة ومدفعية الدبابات، حتى استسلموا. وسمح الملك للفدائيين بالمغادرة إلى لبنان عبر سوريا، وقد فعل ذلك كثيرون منهم. وفي عام 1975، مع اندلاع الحرب الأهلية في لبنان، انضم بعض أولئك اللاجئين إلى القتال هناك.

### فك الارتباط
اندلعت أوخر عام 1987 انتفاضة فلسطينية ضد الاحتلال الإسرائيلي وكان واضحًا أن الفلسطينيين يريدون الاستقلال، مما دعا الملك حسين في 28 يوليو 1988 لإلغاء 1.3 مليار دولار أمريكي مخصصة للتنمية في الضفة الغربية لتمكين منظمة التحرير من أخذ مسؤوليتها في إدارة الأراضي الفلسطينية المحتلة، كما قام بعد ذلك بيومين بحل المجلس النيابي الذي يضم أعضاء من الضفة الغربية. وفي اليوم التالي 31 يوليو 1988 أعلن العاهل الأردني الملك حسين في خطاب متلفز قرار فك الارتباط مع الضفة الغربية، وكان من بنوده استثناء السيطرة الأردنية على المقدسات الإسلامية والمسيحية في القدس لصالح المملكة. والاعتراف بمنظمة التحرير الفلسطينية ممثلًا شرعيًّا ووحيدًا للشعب الفلسطيني. أتاح هذا القرار لمنظمة التحرير الفلسطينية أن تعلن قيام دولة فلسطين في 5 ربيع الثاني 1409هـ الموافق 15 نوفمبر 1988 في مؤتمر عقد للمجلس الوطني الفلسطيني في الجزائر، وأن يصبح رئيس منظمة التحرير رئيسًا لدولة فلسطين، حيث انتخب المجلس المركزي في المنظمة في 2 أبريل 1989 ياسر عرفات رئيسًا لدولة فلسطين وفاروق القدومي وزيرًا للخارجية.

### 2000–2020
في 8 نوفمبر 2000، تعرضت سيارة دبلوماسية أردنية كان بداخلها موظفين اثنين من موظفي الممثلية الأردنية لدى دولة فلسطين لإطلاق نار إسرائيلي خلال مرورها عبر حاجز بيت حانون قرب المنطقة الصناعية.

### اشتباكات السودان 2023
بدأت الاشتباكات بين قوات الدعم السريع والجيش السوداني في 15 أبريل 2023.
في 22 أبريل 2023، شكلت وزارة الخارجية خلية أزمة مركزية استعدادًا لحصر أعداد الرعايا والطلبة الفلسطينيين الذين يرغبون بمغادرة السودان بالتنسيق مع السودان ومصر والأردن.
في 1 مايو 2023، أعلنت الخارجية انتهاء عملية إجلاء الجالية الفلسطينية من السودان. وأعرب وزير الخارجية رياض المالكي عن شكره للأردن لما قدمته.